# Китайсько-чадські відносини
Відносини Китай — Чад:
Китайська Народна Республіка і Республіка Чад вперше встановили двосторонні відносини в 1972 році. Держави підтримували стосунки до 1997, коли Китай порвав зв'язки через визнання Чадом Тайваню. Відносини поновилися в серпні 2006, коли Чад припинив свої  відносини з Тайванем і пообіцяв дотримуватися « Політики єдиного Китаю».

## Китайське фінансування розвитку Чаду
Після відновлення дипломатичних відносин з Китаєм 2006 року Чад отримав 219 млн доларів США у вигляді фінансування з Китаю. Ця сума включає:
- Економічне і технічне співробітництво в розмірі 80 млн дол. США за кредитами і полегшення тягаря заборгованості [7]
- Кредит у розмірі 92 млн дол. США на будівництво цементного заводу[8].
- Будівництво дорожньої мережі в Нджамені гуандунською будівельною компанією[9].